# Chevry-sous-le-Bignon
Chevry-sous-le-Bignon är en kommun i departementet Loiret i regionen Centre-Val de Loire strax norr Frankrikes mitt. Kommunen ligger i kantonen Ferrières-en-Gâtinais som tillhör arrondissementet Montargis. År 2022 hade Chevry-sous-le-Bignon 228 invånare.

## Befolkningsutveckling
Antalet invånare i kommunen Chevry-sous-le-Bignon
| Referens: INSEE |